# Chuột túi má mặt vàng
Cratogeomys castanops là một loài động vật có vú trong họ Chuột nang, bộ Gặm nhấm. Loài này được Baird mô tả năm 1852.